# Баженовське
Баже́новське (рос. Баженовское) — село у складі Байкаловського району Свердловської області. Адміністративний центр Баженовського сільського поселення.
Населення — 191 особа (2010, 235 у 2002).
Національний склад населення станом на 2002 рік: росіяни — 100 %.